# Vicente Puig
Vicente Puig (Mataró, España, 11 de octubre de 1882 - Buenos Aires, Argentina, 25 de junio de 1965) fue un pintor uruguayo. Fue pionero del Modernismo en ambos países del Río de la Plata y maestro de destacados pintores de la época.

## Biografía
Puig nació en la localidad catalana de Mataró, provincia de Barcelona, España el 11 de octubre de 1882. Siendo muy joven emigra al Uruguay donde se hace ciudadano legal. En 1906 viaja a Europa a estudiar en la Academia de Bellas Artes de Múnich, con el profesor Franz von Stuck y luego en París con el profesor Fernand Cormon. Después de un breve periodo de trabajo en Madrid y Roma vuelve al Uruguay donde se dedica a su arte y la enseñanza. Sus últimos años los pasa pintando y enseñando en Buenos Aires, donde fallece el 25 de junio de 1965.
Fue professor y unos de los líderes del Círculo de Bellas Artes de Montevideo y de Buenos Aires, Argentina. Entre sus alumnos más conocidos se encuentran los artistas José Luis Zorrilla de San Martín, Miguel Ocampo Antonio Pena, Ides Kihlen
, María Freire, José Pedro Costigliolo , José Antonio Fernandez-Muro,  Petrona Viera
, Sarah Grilo, Héctor Sgarbi, Dolcey Schenone Puig y Humberto Causa.

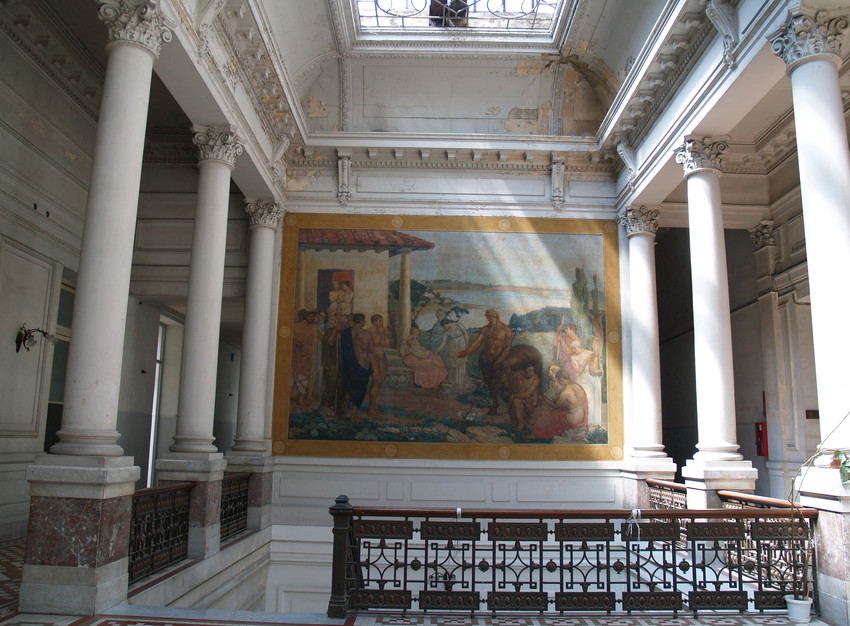
Quirón El Centauro de Vicente Puig

Sus trabajos fueron reconocidos con numerosos premios y la permanencia de obras suyas en diversos museos. En 1918, junto con su discípulo Antonio Pena, obtiene el Primer Premio en el Concurso para el paneau decorativo de la Facultad de Medicina de Montevideo. Este admirado trabajo (de 5,90x4,10 metros) se titula Quirón el Centauro Dicta el Primer Tratado Terapéutico, y está ubicado en el vestíbulo de la planta alta del edificio de esta Facultad.
Puig se dedicó preferentemente al retrato y la figura humana, aunque también fue paisajista y decorador. Muchas de sus obras representan figuras femeninas. Uno de sus trabajos más importantes se titula Coqueta (óleo sobre tela ,116x89 cm realizada en 1924), y es parte de la exposición permanente del Museo Nacional de Artes Visuales en Montevideo Uruguay. En Argentina recibe Medalla de Oro en la Exposición de Arte Decorativo Argentino (1932), Medalla de Oro en el Salón Municipal (1927), el Premio Artistas Extranjeros (1926), y el Premio Artistas Extranjeros en el Salón Primavera Argentino (1930).
Vicente Puig fue declarado “Hijo Dilecto” de Barcelona en 1950.